# Lake Lotawana
Lake Lotawana est une ville du comté de Jackson, dans le Missouri, aux États-Unis,. Située au centre du comté, elle est baptisée en référence à un lac du même nom et incorporée en 1958.

## Démographie
Lors du recensement de 2010, la ville comptait une population de 1 939 habitants. Elle est estimée, en 2016, à 2 047 habitants.

### Source de la traduction
- (en) Cet article est partiellement ou en totalité issu de l’article de Wikipédia en anglais intitulé « Lake Lotawana, Missouri » (voir la liste des auteurs).